# زمستان‌گذرانی
زمستان‌گذرانی فرایندی است که تعدادی از جانداران با آن زمستان یا دوره‌ای از سال یعنی زمانی که شرایط زمستانی (سرما، دمای زیر-صفر ،یخ، برف، مواد غذایی کم و محدود) فعالیت معمولی یا حتی بقا را دشوار یا نزدیک به غیرممکن می‌سازد را پشت سر می‌گذارند.